# بوتیروسین
بوتیروسین (انگلیسی: Butirosin) یک مجموعه آنتی‌بیوتیک آمینوگلیکوزید است که در برابر باکتری های گرم مثبت و گرم منفی فعال است.